# Арнгримюр Йоунссон
Арнгримюр Йоунссон (исл. Arngrímur Jónsson; 1568, Эйдюнарстёдюм, Видидал — 27 июня 1648, Мельстадюр) — исландский историк, священник и апологет родной страны, иногда называемый «пионером исландского гуманизма».
Родился в семье фермера Йоуна Йоунссона, умершего в 1591 году, но в молодом возрасте переехал к Гвюдбрандюру Тодлаукссону, епископу Хоулара, бывшему его родственником. В 1585 году он окончил местную школу и отправился продолжать учёбу в Копенгаген. Когда он вернулся в Исландию в 1589 году, ему было предложено стать королевским закупщиком хлеба в Меле, но решил остаться священником и в 1594 году занял должность ректора латинской школы при епископской резиденции в Хоуларе, сохранив эту должность до 1598 года. В 1596 году он был назначен королевским викарием епископства Гудбрандура и рассматривался как его преемник, параллельно служа пастором в Мельстадюре, где и жил. В 1592—1593 и в 1602 годах он, будучи ближайшим поверенным епископа в судебных тяжбах, ездил через Гамбург в Копенгаген. Спустя год после смерти Гвюдбрандюра, в 1628 году, духовенство хоуларской епархии, враждебно относившееся к Арнгримюру, избрало другого епископа, поэтому он до конца жизни остался пастором в Мельстадюре.
В 1593 году он опубликовал на латинском языке сочинение «Brevis commentarius de Islandia» («Защита Исландии»), в котором подверг критике произведения многих авторов, писавших о людях Исландии и самой стране. Основным объектом его критики была поэма Гориеса Пирса, купца, который написал развлекательное и отчасти клеветническое стихотворение об исландской географии и населении. Арнгримюр также подверг критике значительные произведения, в которых шла речь о его стране, такие как «Cosmographie» немецкого учёного Себастьяна Мюнстера. Важнейшим же его сочинением является «Crymogæa» (1609), посвящённое истории Исландии с древнейших времён, которым впоследствии пользовались многие датские и исландские историки последующих поколений. Его перу также принадлежат исторические работы о легендарных датских и шведских королях, при написании которых он пользовался источниками, не дошедшими до настоящего времени, ряд юридических трактатов и стихотворений, написанных на исландском и латыни. Арнгримюром, помимо этого, были выполнены переводы с исландского на латынь целого ряда исландских саг и церковных гимнов.